# Campionati mondiali di sollevamento pesi 2017 - 77 kg maschile
Le gare di sollevamento pesi della categoria fino a 77 kg maschile — pesi medi — dei campionati mondiali del 2017 si sono svolte dal 1ª al 2 dicembre 2017 ad Anaheim presso l'Anaheim Convention Center Arena.
Dumitru Captari, che non concluse la gara ma si classificò al 3º posto nello strappo – e quindi vincitore della medaglia di bronzo – nel giugno 2021 fu inizialmente sospeso per scambio di provette avvenuto nel giugno del 2016; in seguito, in base a una nuova analisi delle provette, venne riscontrato positivo all'efedrina e squalificato – retroattivamente – per due anni, dal gennaio del 2018 al gennaio del 2020. La medaglia di bronzo nello strappo fu riassegnata all'albanese Erkand Qerimaj.
Nijat Rahimov venne squalificato per otto anni nel marzo del 2022 – cinque anni dopo la conclusione dei campionati – per scambio di provette durante i Giochi olimpici di Rio de Janeiro del 2016; l'atleta nel marzo del 2023 fece ricorso contro la sentenza, ma il Tribunale Arbitrale dello Sport confermò il verdetto di squalifica il 12 dicembre 2023 e il record mondiale nello slancio da lui ottenuto venne revocato.

## Programma
L'orario indicato corrisponde a quello californiano (UTC–08:00)
| Data             | Orario | Evento   |
| ---------------- | ------ | -------- |
| 1º dicembre 2017 | 13:55  | Gruppo B |
| 2 dicembre 2017  | 11:55  | Gruppo A |

## Medagliati
Per ciascun esercizio, i primi tre classificati sono i seguenti:
| Esercizio | Oro          | Oro    | Argento          | Argento | Bronzo          | Bronzo |
| --------- | ------------ | ------ | ---------------- | ------- | --------------- | ------ |
| Strappo   | Mohamed Ihab | 165 kg | Rejepbaý Rejepow | 158 kg  | Erkand Qerimaj  | 155 kg |
| Slancio   | Mohamed Ihab | 196 kg | Rejepbaý Rejepow | 194 kg  | Harrison Maurus | 193 kg |
| Totale    | Mohamed Ihab | 361 kg | Rejepbaý Rejepow | 352 kg  | Harrison Maurus | 348 kg |

## Record
Prima di questa competizione, i record mondiali esistenti erano i seguenti:
| Record mondiale | Strappo | Lü Xiaojun                     | 177 kg        | Rio de Janeiro, Brasile                     | 10 agosto 2016                |
| Record mondiale | Slancio | Nijat Rahimov Oleg Perepečënov | 214 kg 210 kg | Rio de Janeiro, Brasile Trenčín, Slovacchia | 10 agosto 2016 27 aprile 2001 |
| Record mondiale | Totale  | Lü Xiaojun                     | 380 kg        | Breslavia, Polonia                          | 24 ottobre 2013               |

## Risultati
| Pos. | Atleta                        | Gr. | Peso atleta | Strappo (kg) | Strappo (kg) | Strappo (kg) | Strappo (kg) | Slancio (kg) | Slancio (kg) | Slancio (kg) | Slancio (kg) | Totale   |
| Pos. | Atleta                        | Gr. | Peso atleta | 1            | 2            | 3            | Pos.         | 1            | 2            | 3            | Pos.         | Totale   |
| ---- | ----------------------------- | --- | ----------- | ------------ | ------------ | ------------ | ------------ | ------------ | ------------ | ------------ | ------------ | -------- |
|      | Mohamed Ihab (EGY)            | A   | 76.56       | 160          | 165          | 168          |              | 191          | 191          | 196          |              | 361      |
|      | Rejepbaý Rejepow (TKM)        | A   | 76.99       | 158          | 158          | 161          |              | 188          | 190          | 194          |              | 352      |
|      | Harrison Maurus (USA)         | A   | 76.42       | 150          | 155          | 159          | 4            | 187          | 193          | —            |              | 348      |
| 4    | Kim Woo-jae (KOR)             | A   | 76.85       | 154          | 154          | 158          | 5            | 185          | 192          | 195          | 6            | 346      |
| 5    | Andrés Mata (ESP)             | A   | 76.86       | 150          | 154          | 154          | 6            | 186          | 190          | 193          | 7            | 344      |
| 6    | Erkand Qerimaj (ALB)          | A   | 76.72       | 155          | 157          | 157          |              | 187          | 191          | 191          | 9            | 342      |
| 7    | Kim Kwang-hoon (KOR)          | A   | 76.94       | 145          | 150          | 150          | 11           | 185          | 192          | 195          | 5            | 342      |
| 8    | Andrés Caicedo (COL)          | A   | 76.25       | 148          | 148          | 154          | 14           | 192          | 195          | 195          | 4            | 340      |
| 9    | Pornchai Lobsi (THA)          | A   | 76.81       | 150          | 151          | 151          | 8            | 188          | 188          | 191          | 8            | 339      |
| 10   | Brayan Rodallegas (COL)       | A   | 76.92       | 150          | 155          | 156          | 9            | 182          | 187          | 193          | 10           | 337      |
| 11   | Max Lang (GER)                | A   | 76.57       | 145          | 149          | 151          | 12           | 178          | 183          | 185          | 11           | 334      |
| 12   | Alejandro González (ESP)      | B   | 76.78       | 145          | 150          | 153          | 7            | 180          | 180          | 191          | 15           | 333      |
| 13   | Nico Müller (GER)             | A   | 76.69       | 150          | 150          | 155          | 10           | 183          | 187          | 187          | 12           | 333      |
| 14   | Sathish Sivalingam (IND)      | B   | 76.96       | 143          | 148          | 151          | 13           | 175          | 175          | 180          | 16           | 328      |
| 15   | Shakhzod Khudayberganov (UZB) | A   | 77.00       | 145          | 145          | 153          | 16           | 175          | 182          | 189          | 13           | 327      |
| 16   | Angelo Bianco (USA)           | B   | 76.32       | 141          | 146          | 150          | 15           | 180          | 190          | 190          | 14           | 326      |
| 17   | Takehiro Kasai (JPN)          | B   | 76.84       | 137          | 142          | 145          | 17           | 175          | 182          | 182          | 18           | 317      |
| 18   | Tim Kring (DEN)               | B   | 76.21       | 138          | 142          | 145          | 18           | 166          | 171          | 175          | 19           | 317      |
| 19   | Chiang Tsung-han (TPE)        | B   | 76.51       | 133          | 137          | 137          | 19           | 173          | 173          | 177          | 17           | 314      |
| 20   | Nguyễn Hồng Ngọc (VIE)        | B   | 76.87       | 133          | 133          | 136          | 21           | 171          | 176          | —            | 20           | 304      |
| 21   | Manop Chitrakan (THA)         | B   | 76.89       | 130          | 135          | 138          | 20           | 165          | 170          | 170          | 21           | 300      |
| DSQ  | Dumitru Captari (ROU)         | B   | 76.95       | 147          | 153          | 156          | —            | 185          | 186          | 190          | —            | —        |
| —    | Shajaullah Habibi (AFG)       | B   | ritirato    | ritirato     | ritirato     | ritirato     | ritirato     | ritirato     | ritirato     | ritirato     | ritirato     | ritirato |
| —    | Kamal Bahadur Adhikari (NEP)  | B   | ritirato    | ritirato     | ritirato     | ritirato     | ritirato     | ritirato     | ritirato     | ritirato     | ritirato     | ritirato |